# Porto Real (Sao Tomé-et-Principe)
Porto Real (« port royal ») est une localité de Sao Tomé-et-Principe située au centre de l'île de Principe. C'est une ancienne roça.

## Histoire
Avec Sundy et Belo Monte, Porto Real était l'une des plus importantes roças de l'île. Son hôpital a été mieux doté en matériel et médicaments que celui de Santo Antonio.
La roça appartenait à la Sociedade Agrícola Colonial. Même si sa production agricole était variée, elle avait la réputation de produire la meilleure huile de palme de l'île.
 En 1910 elle possédait une ligne de chemin de fer de 30 km.

## Population
Lors du recensement de 2012, 296 habitants y ont été dénombrés.